# Tecnologo alimentare
Con la denominazione di Tecnologo Alimentare si indica il professionista che studia, progetta, realizza, assicura la produzione alimentare con l’impiego delle tecnologie e dei processi necessari; tale professione è regolamentata a livello nazionale e riconosciuta dall'Unione Europea.
Il titolo di tecnologo alimentare spetta a colui che ha conseguito la Laurea Magistrale in Scienze e tecnologie alimentari, ha superato l'Esame di Stato previsto per l'abilitazione all'esercizio della professione, è iscritto ad un Albo Regionale, osserva gli obblighi dell’aggiornamento professionale, rispetta la deontologia professionale secondo un codice deontologico.

## La missione del Tecnologo Alimentare
La missione professionale del Tecnologo Alimentare (TA) è volta alla sicurezza alimentare e conseguentemente alla tutela della salute dei consumatori, alla riduzione degli sprechi di prodotto/energia/acqua/suolo, al recupero dei sottoprodotti, alla garanzia della qualità dei prodotti in termini di igiene, nutrizione, sensorialità, legalità.

## Il ruolo professionale del Tecnologo Alimentare
Il TA è un professionista che possiede competenze multidisciplinari e caratterizzanti in campo scientifico, tecnologico, gestionale e legislativo per operare nel sistema complesso della filiera alimentare dal “campo alla tavola” (produzione, trasformazione, distribuzione, somministrazione, recupero): igiene, qualità, innovazione, sostenibilità di prodotti e processi a beneficio del sistema economico, del consumatore, delle istituzioni.
La categoria professionale del TA è stata inserita nel 2010 con Codice ISTAT 2.3.1.1.8 tra le “Professioni intellettuali, scientifiche e di elevata specializzazione”, confermando il riconoscimento di un patrimonio di valori e competenze di pubblico interesse.

## L'Ordine dei Tecnologi Alimentari
Il titolo di tecnologo alimentare, ai sensi della Legge 59/1994, spetta a chi ha conseguito la laurea in scienze e tecnologie alimentari, ha superato l'esame di Stato previsto per l'abilitazione all'esercizio della professione ed è iscritto ad un Albo Regionale.
Con circolare 2122 del 15/06/2007 il Ministero dell'Istruzione dell'Università e della Ricerca ha dichiarato che sono ammessi a sostenere l'esame di Stato solo coloro che hanno conseguito una laurea specialistica o magistrale afferente alla classe di Scienze e tecnologie alimentari (78/S dell'ordinamento di cui al D.M. 509/1999 e LM-70 dell'ordinamento di cui al D.M. 270/2004).
L'iscrizione all'Albo Regionale permette al TA di svolgere un ruolo di riconosciuta autorità sancita dal governo italiano ed è obbligatoria per esercitare la professione sia in ambito pubblico che e nell'ambito della libera professione.
I TA appartengono alla Rete delle Professioni Tecniche RPT, associazione che promuove l’integrazione delle professioni tecniche e scientifiche nella società civile.

## Gli ordini regionali dei Tecnologi Alimentari
Gli Ordini regionali attualmente costituiti sono 11 e sono i seguenti:
- Abruzzo
- Basilicata e Calabria
- Campania e Lazio
- Emilia-Romagna, Toscana, Marche ed Umbria
- Friuli-Venezia Giulia
- Lombardia e Liguria
- Molise
- Piemonte e Valle d'Aosta
- Puglia
- Sicilia e Sardegna
- Veneto e Trentino-Alto Adige

## Gli ambiti in cui il Tecnologo Alimentare svolge la sua attività
Il TA è un professionista con competenze scientifiche, tecniche, operative e gestionali nella valutazione degli alimenti da un punto di vista tecnologico, microbiologico, chimico, fisico, nutrizionale, sensoriale.
La sua formazione professionale gli consente di svolgere la propria attività all'interno di:
- Ministeri nazionali, Servizio Sanitario Nazionale, Università, Enti di ricerca, Organismi internazionali;
- Imprese alimentari, commercio all'ingrosso, grande distribuzione e commercio al dettaglio;
- Imprese di impianti e attrezzature;
- Ristorazione collettiva e commerciale;
- Laboratori di analisi e di ricerca e sviluppo;
- Enti di certificazione;
- Tribunali, come Consulente Tecnico D'ufficio (CTU);
- Società di Marketing;
- Società di Editoria di settore;
- Società di Information Technology;

## La formazione universitaria del Tecnologo Alimentare
Il corso di laurea magistrale in Scienze e Tecnologie Alimentari (classe di laurea LM-70) si propone di fornire conoscenze e competenze specialistiche adeguate allo svolgimento di attività di indirizzo e coordinamento nella filiera alimentare al fine di garantire la sicurezza e la qualità degli alimenti destinati al consumo umano. Conoscenze e competenze che vengono già affrontate a partire dal corso di laurea triennale (classe di laurea L-26).
Il percorso formativo è multidisciplinare ed è finalizzato a garantire una visione globale e integrata della filiera alimentare. I principali insegnamenti sono i seguenti:
- chimica degli alimenti, degli aromi, degli additivi e dei residui alimentari;
- analisi chimica, fisica, sensoriale dei prodotti alimentari;
- biochimica degli alimenti, biochimica industriale, biotecnologia delle fermentazioni;
- processi della tecnologia alimentare (latte e derivati, carne e derivati, sostanze grasse, cereali e prodotti da forno, bevande alcoliche e analcoliche, conserve vegetali e animali);
- progettazione e gestione degli impianti;
- tecnologie del freddo e del condizionamento dei prodotti alimentari;
- alimentazione e nutrizione umana;
- qualità e sicurezza alimentare;
- igiene e microbiologia applicata alle filiere alimentari;
- patologia animale e vegetale e ispezione degli alimenti;
- igiene degli ambienti e delle attrezzature, prevenzione e lotta agli infestanti alimentari;
- economia politica, organizzazione e gestione delle imprese, marketing agro-alimentare;
- gestione dei sistemi qualità, igiene, sicurezza, ambiente secondo le norme volontarie;
- legislazione alimentare, diritto nazionale e comunitario.

## L'aggiornamento professionale del Tecnologo Alimentare
La manovra finanziaria 2011 bis, approvata in via definitiva il 14.09.2011, ha previsto l'obbligo di Formazione Continua per i liberi professionisti.
Il tema della formazione continua è di qualità e di fondamentale importanza nello svolgimento dell'attività professionale.
Il professionista ha dunque l'obbligo di seguire percorsi di formazione continua permanente predisposti sulla base del Regolamento approvato dal Consiglio Nazionale. L'aggiornamento professionale dei TA è organizzato e gestito dagli Ordini regionali e/o dal Consiglio dell'Ordine Nazionale, in collaborazione con le istituzioni di riferimento (Ministeri, Università, Società scientifiche, Enti di formazione e di ricerca) e consiste in corsi di specializzazione, master, convegni e seminari su tematiche selezionate direttamente dalle Commissioni tecniche del Consiglio dell'Ordine Nazionale, in stretta collaborazione con gli Ordini Regionali e con il supporto delle istituzioni di riferimento.

## Le competenze professionali del Tecnologo Alimentare
Rientrano nelle competenze del tecnologo alimentare:
- lo studio, la progettazione, la direzione, la sorveglianza, la conduzione ed il collaudo dei processi di lavorazione degli alimenti e dei prodotti biologici correlati, ivi compresi i processi di depurazione degli effluenti e di recupero dei sottoprodotti;
- lo studio, la progettazione, la costruzione, la sorveglianza e il collaudo, in collaborazione con altri professionisti, di impianti di produzione di alimenti;
- le operazioni di marketing, distribuzione ed approvvigionamento delle materie prime e dei prodotti finiti alimentari, degli additivi alimentari, degli impianti alimentari;
- le analisi dei prodotti alimentari; l'accertamento ed il controllo di qualità e di quantità di materie prime alimentari, di prodotti finiti, di additivi, di coadiuvanti tecnologici, di semilavorati, di imballaggi e di quanto altro attiene alla produzione e alla trasformazione di prodotti alimentari; la definizione degli standard e dei capitolati per i suddetti prodotti. Tali attività sono svolte presso strutture sia private che pubbliche;
- le funzioni peritali ed arbitrali in ordine alle attribuzioni sopra elencate;
- la statistica, le ricerche di mercato e le relative attività in relazione alla produzione alimentare;
- la ricerca e lo sviluppo di processi e prodotti nel campo alimentare;
- lo studio, la progettazione, la direzione, la sorveglianza, la stima, la contabilità ed il collaudo, in collaborazione con altri professionisti, dei lavori necessari ai fini della pianificazione alimentare, con riguardo alla valutazione delle risorse esistenti, alla loro utilizzazione e alle esigenze alimentari e nutrizionali dei consumatoli;
- lo studio, la progettazione, la direzione, la sorveglianza, la stima, la contabilità ed il collaudo di lavori inerenti alla pianificazione della produzione alimentare sotto il profilo territoriale;
- lo studio, la progettazione, la direzione, la sorveglianza, la gestione, la contabilità ed il collaudo, in collaborazione con altri professionisti, dei lavori che attengono alla ristorazione collettiva in mense aziendali, mense pubbliche, mense ospedaliere e qualsivoglia tipo di servizio di mensa, e ristorazione;
- lo studio, la progettazione, la direzione, la sorveglianza e la gestione, in collaborazione con altri professionisti, di programmi internazionali di sviluppo agroalimentare, anche in collaborazione con agenzie internazionali e comunitarie.

La pianificazione alimentare viene svolta nel rispetto dei limiti imposti dallo stesso albo professionale. L'attività di educazione alimentare, nell'ambito di progetti di prevenzione, è esercitata dal tecnologo alimentare abilitato alla professione ed iscritto all'albo.
Tali attività educative sono complementari a quelle svolte da parte degli altri professionisti affini al campo, quali ad esempio chimici, biologi, medici e dietisti.